# 1994年欧州議会議員選挙 (フランス)
1994年欧州議会議員選挙は、欧州連合の立法機関である欧州議会を構成する欧州議会議員を全面改選するため1999年6月9日～12日の間に行われた選挙である。本稿では欧州連合加盟国であるフランス共和国における欧州議会議員選挙の結果について取り上げる。

## 概要
欧州議会議員の任期満了に伴って実施された選挙である。フランスでは選挙最終日である6月12日に投票が行われ、20の政党や連合が78議席を争った。

## 基礎データ
- 改選議席数：78議席
- 選挙権：18歳以上のEU市民
- 被選挙権年齢：23歳以上のEU市民
- 選挙制度：比例代表制（拘束名簿式）
- 選挙区単位：全国単位
- 阻止条項：有効投票の5％以上

出典

## 選挙結果
- 投票率：52.71％（投票者数20,566,980名/登録有権者数39,019,797名）
- 有効票数：19,487,470票

| 党派                                    | 得票数    | 得票率 | 議席数 |
| --------------------------------------- | --------- | ------ | ------ |
| - フランス民主連合 UDF - 共和国連合 RPR | 4,985,574 | 25.58  | 28     |
| 社会党 PS                               | 2,824,173 | 14.49  | 15     |
| フランス民主連合反体制派 UDF diss       | 2,404,105 | 12.34  | 13     |
| 左翼急進運動 MRG[注釈 1]                | 2,344,457 | 12.03  | 13     |
| 国民戦線 FN                             | 2,050,086 | 10.52  | 11     |
| フランス共産党 PCF                      | 1,342,222 | 6.89   | 7      |
| 狩猟、釣り、自然、伝統 CPNT             | 771,061   | 3.96   | 0      |
| 緑の党 Les Verts                        | 574,806   | 2.95   | 0      |
| 市民の運動 MDC                          | 494,986   | 2.54   | 0      |
| 労働者の闘争 LO                         | 442,723   | 2.27   | 0      |
| 環境世代 GE                             | 392,291   | 2.01   | 0      |
出典。GE以下の政党得票については省略する。